# Bằng Cả
Bằng Cả là một xã thuộc thành phố Hạ Long, tỉnh Quảng Ninh, Việt Nam.
Xã Bằng Cả có diện tích 32,32 km², dân số năm 2020 là 1864 người, mật độ dân số đạt 44 người/km².